# Heliotrop (roślina)

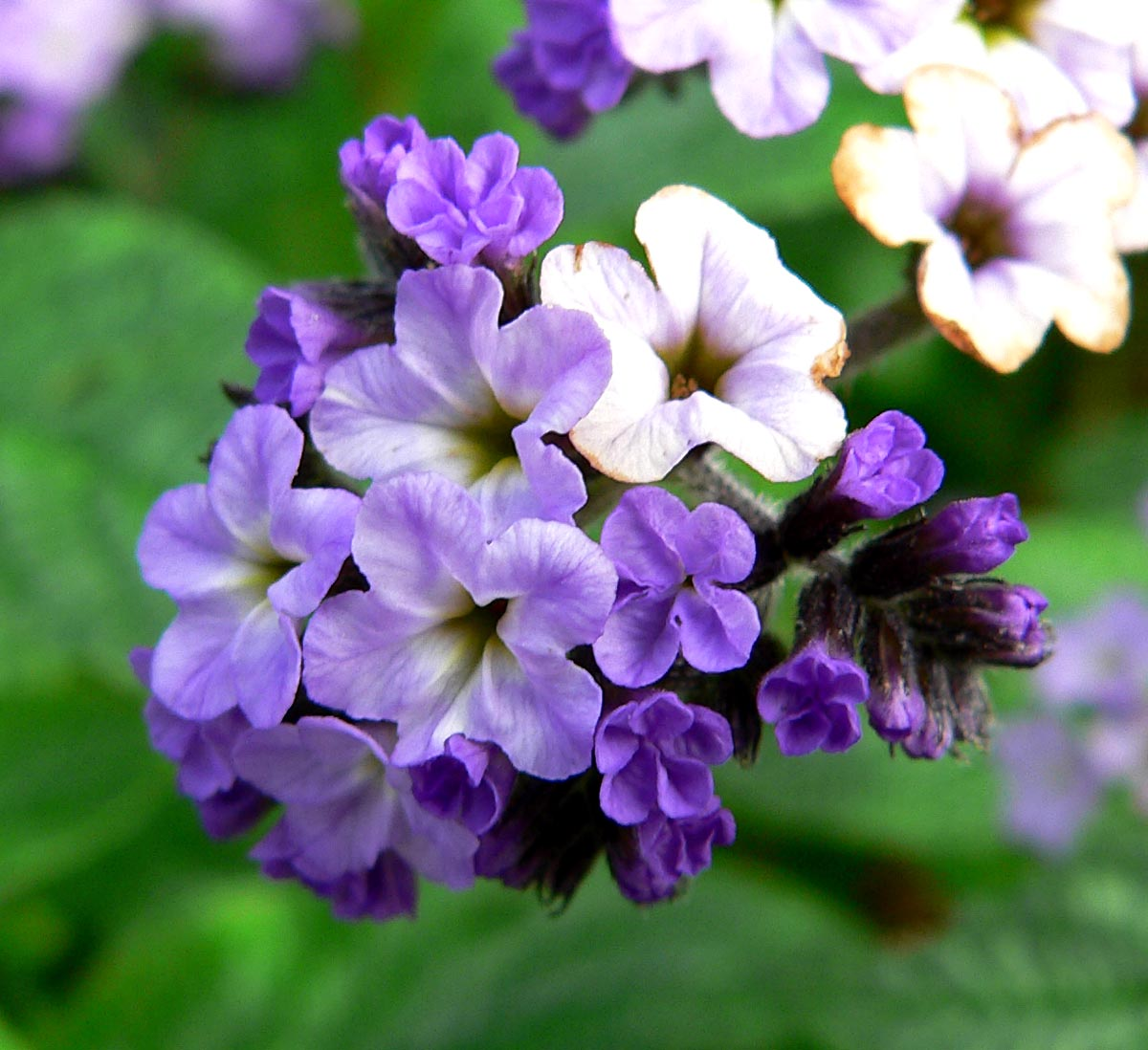
Kwiaty Heliotropium arborescens

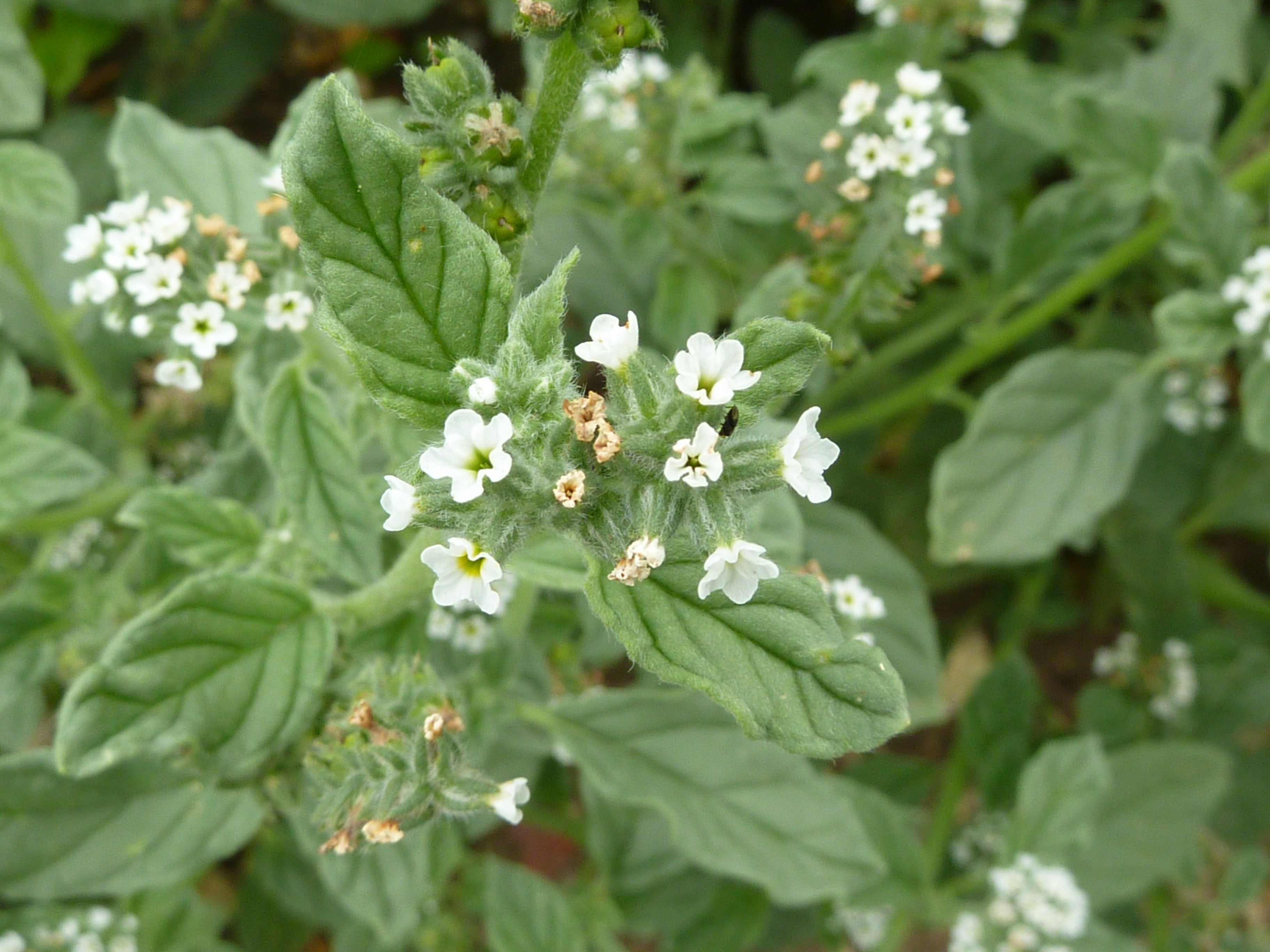
Heliotropium europaeum

Heliotrop (Heliotropium Tourn. ex L.) – rodzaj roślin w zależności od ujęcia systematycznego klasyfikowany do rodziny ogórecznikowatych Boraginaceae lub Heliotropiaceae. Obejmuje ok. 240 gatunków. Rodzaj jest niemal kosmopolityczny – jest szeroko rozprzestrzeniony na obszarach o tropikalnym i umiarkowanym klimacie. Brak jego przedstawicieli tylko w północnej Eurazji i północnej Ameryce Północnej. W Polsce tylko jako przejściowo zawlekany rośnie heliotrop zwyczajny H. europaeum.
Niektóre gatunki uprawiane są jako ozdobne, wykorzystywane są jako lecznicze, dostarczające jadalnych owoców i drewna. H. amplexicaule wykorzystywany jest jako ozdobny i do kontroli urodzeń. Heliotrop peruwiański H. arborescens jest popularną rośliną ozdobną, także wykorzystywaną w kosmetologii. H. arboreum jest rośliną leczniczą i dostarczającą drewna. H. balfourii jest podstawową rośliną garbnikodajną na Sokotrze.

## Morfologia

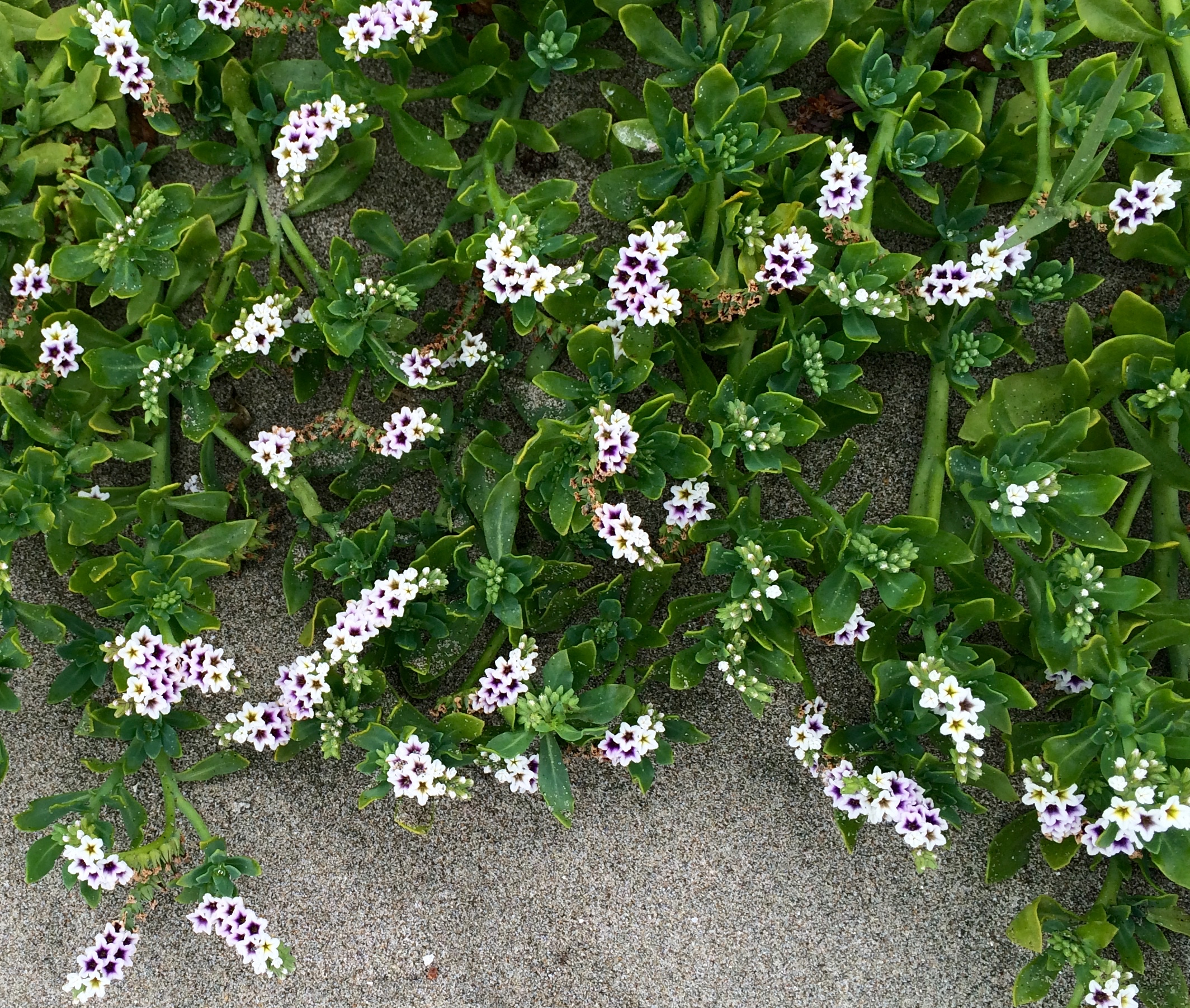
Heliotropium curassavicum

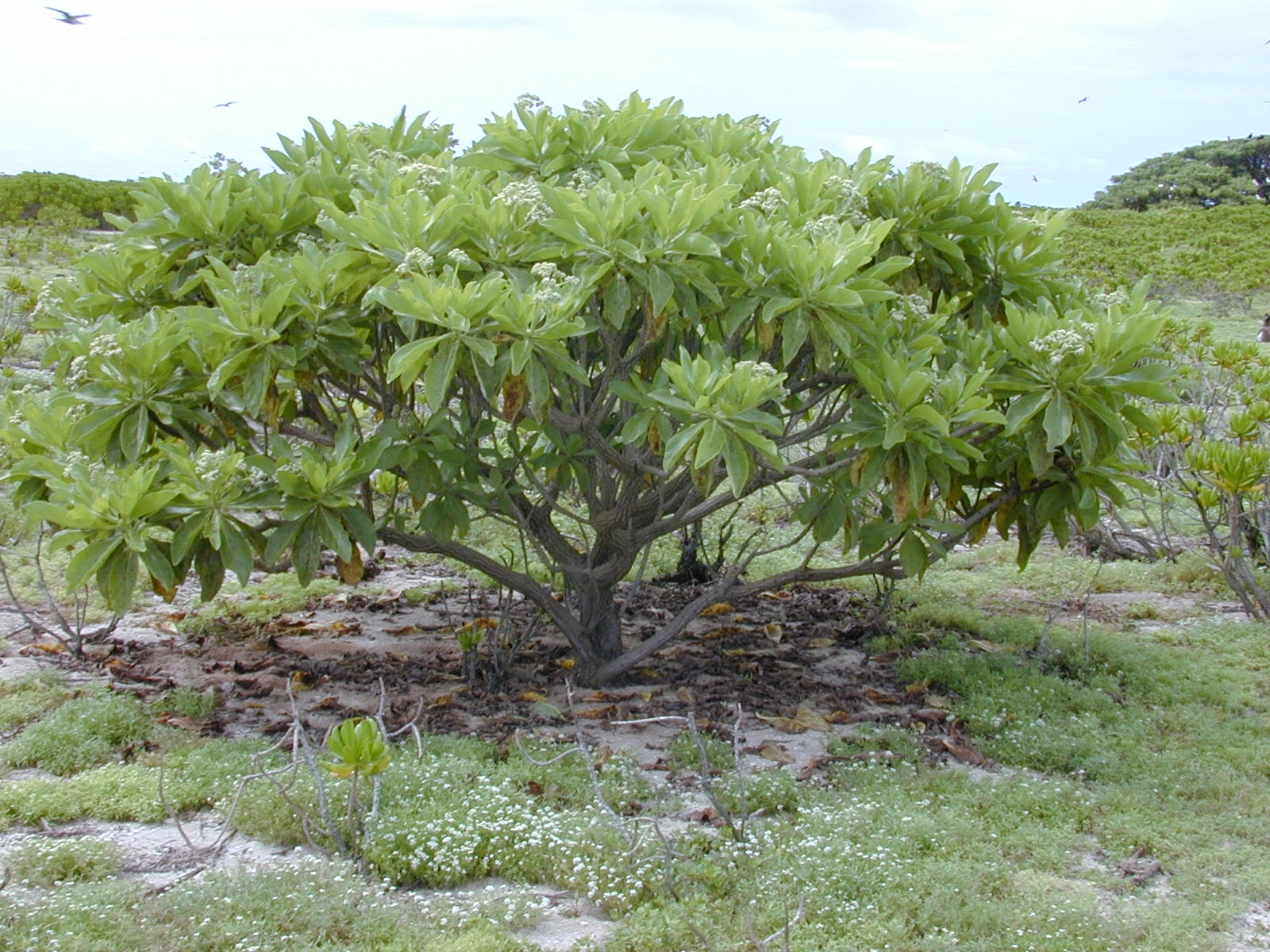
Heliotropium arboreum

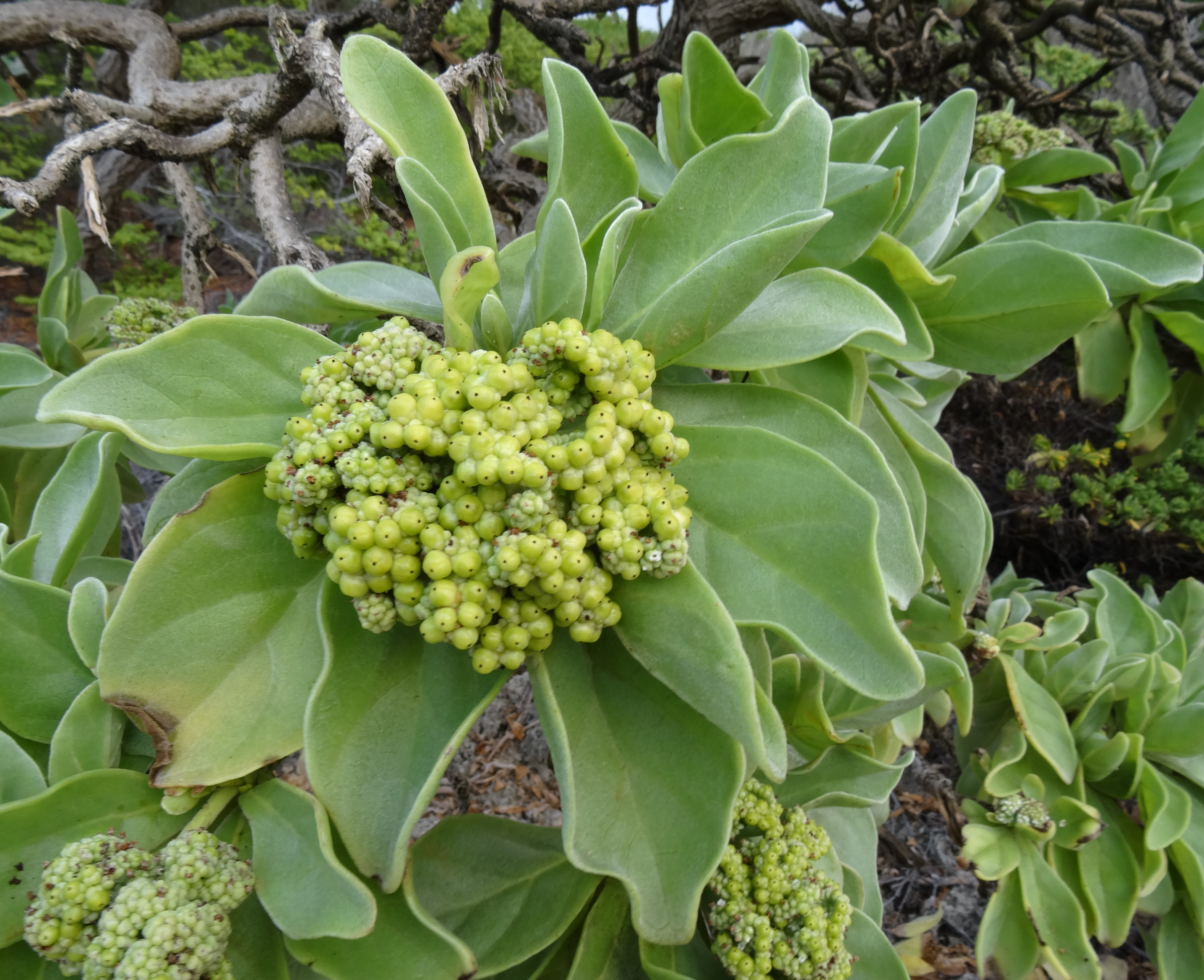
Owoce Heliotropium arboreum

PokrójRośliny jednoroczne i byliny, rzadziej półkrzewy, krzewy, liany i małe drzewa, zwykle owłosione, czasem szczeciniasto.
LiścieUlistnienie zazwyczaj naprzemianległe. Liście pojedyncze, siedzące lub ogonkowe.
KwiatyBiałe, liliowe lub niebieskie, rzadko żółte, zebrane w jednostronne sierpiki, wsparte przysadkami lub nie. Kielich złożony z 5 działek. Korona lejkowata lub walcowata, owłosiona od zewnątrz i zwykle także wewnątrz w gardzieli (czasem także przylegająco na powierzchni wewnętrznej rozpostartych płatków). Wolne łatki na końcach zaokrąglone, rzadziej wąskie, z brzegiem płaskim lub falistym. Pręciki schowane w rurce korony – ich nitki są silnie skrócone. Zalążnia podzielona (czasem częściowo) na cztery części, zawiera cztery zalążki. Słupek zwieńczony jest stożkowatym lub pierścieniowatym znamieniem.
OwoceRozłupnia rozpadająca się na cztery jednonasienne lub dwie dwunasienne rozłupki. Nasiona znajdują się wewnątrz zdrewniałego endokarpu.

## Systematyka
Pozycja systematyczna

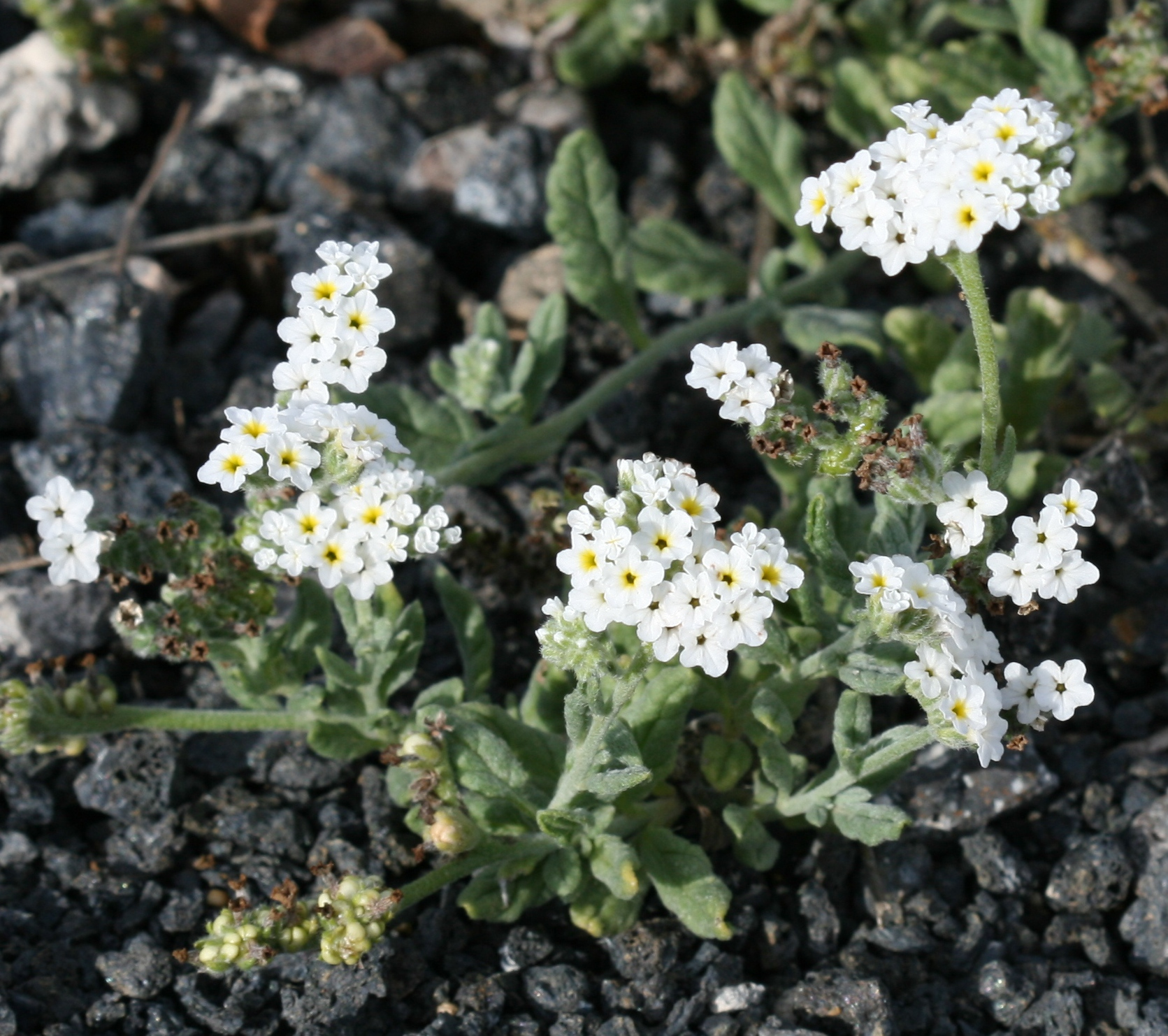
Heliotropium ramosissimum

Rodzaj w zależności od ujęcia systematycznego zaliczany do rodziny Heliotropiaceae Schrader lub do szeroko ujmowanej rodziny ogórecznikowatych Boraginaceae.
Wykaz gatunków
- Heliotropium abbreviatum Rusby
- Heliotropium acuminatum (A.DC.) Govaerts
- Heliotropium acutiflorum Kar. & Kir.
- Heliotropium adenogynum I.M.Johnst.
- Heliotropium aegyptiacum Lehm.
- Heliotropium agdense Bunge
- Heliotropium albiflorum Engl.
- Heliotropium albovillosum Riedl
- Heliotropium alii Y.J.Nasir
- Heliotropium ammophilum Craven
- Heliotropium amplexicaule Vahl
- Heliotropium anchusanthum Hiern
- Heliotropium angiospermum Murray
- Heliotropium angustiflorum (Ruiz & Pav.) Govaerts
- Heliotropium anomalum Hook. & Arn.
- Heliotropium antiatlanticum Emb.
- Heliotropium arbainense Fresen.
- Heliotropium arborescens L. – heliotrop peruwiański
- Heliotropium arboreum (Blanco) Mabb.
- Heliotropium argenteum Willd. ex Lehm.
- Heliotropium arguzioides Kar. & Kir.
- Heliotropium asperrimum R.Br.
- Heliotropium astrotrichum (A.DC.) Govaerts
- Heliotropium aucheri DC.
- Heliotropium auro-argenteum (Killip) Govaerts
- Heliotropium azzanum O.Schwartz
- Heliotropium bacciferum Forssk.
- Heliotropium balfourii Gürke
- Heliotropium baluchistanicum Kazmi
- Heliotropium benadirense Chiov.
- Heliotropium biannulatiforme Popov
- Heliotropium biannulatum Bunge
- Heliotropium biblianum Craven
- Heliotropium bogdanii Czukav.
- Heliotropium borasdjunense Rech.f.
- Heliotropium bovei Boiss.
- Heliotropium brevilimbe Boiss.
- Heliotropium bucharicum B.Fedtsch.
- Heliotropium buruense Craven
- Heliotropium cabulicum Bunge
- Heliotropium calcareum Stocks
- Heliotropium caribaeum (Griseb.) Feuillet
- Heliotropium chaudharyanum Al-Turki, Omer & Ghafoor
- Heliotropium chenopodiaceum (DC.) Clos
- Heliotropium chorassanicum Bunge
- Heliotropium ciliatum Kaplan
- Heliotropium circinatum Griseb.
- Heliotropium confertiflorum Boiss. & Noë
- Heliotropium congestum Baker
- Heliotropium coriaceum Lehm.
- Heliotropium crassifolium Boiss.
- Heliotropium crispatum F.Muell. ex Benth.
- Heliotropium crispum Desf.
- Heliotropium curassavicum L.
- Heliotropium cuspidatum (Kunth) Feuillet
- Heliotropium dasycarpum Ledeb.
- Heliotropium dentatum Balf.f.
- Heliotropium denticulatum Boiss. & Hausskn.
- Heliotropium derafontense Vierh.
- Heliotropium dicricophorum Rech.f. & Riedl
- Heliotropium digynum (Forssk.) Asch. ex C.Chr.
- Heliotropium disciforme Akhani
- Heliotropium dissitiflorum Boiss.
- Heliotropium distantiflorum Hassl. ex I.M.Johnst.
- Heliotropium dolosum De Not.
- Heliotropium ellipticum Ledeb.
- Heliotropium elongatum (Lehm.) Gürke
- Heliotropium eremobium Bunge
- Heliotropium eremogenum I.M.Johnst.
- Heliotropium erianthum I.M.Johnst.
- Heliotropium eritrichioides Kotschy
- Heliotropium esfahanicum Khat.
- Heliotropium esfandiarii Akhani & Riedl
- Heliotropium europaeum L. – heliotrop zwyczajny
- Heliotropium fedtschenkoanum Popov
- Heliotropium ferrugineogriseum  Nábělek
- Heliotropium filiflorum (Griseb.) Feuillet
- Heliotropium filifolium (Miers) I.M.Johnst.
- Heliotropium floridum Clos
- Heliotropium foetidissimum (L.) Feuillet
- Heliotropium formosanum I.M.Johnst.
- Heliotropium fragillimum Rech.f.
- Heliotropium gaubae Riedl
- Heliotropium geissei F.Phil. ex Phil.
- Heliotropium genovefae I.M.Johnst.
- Heliotropium gibberosum (Urb.) Feuillet
- Heliotropium giessii Friedr.-Holzh.
- Heliotropium gillianum (Riedl) Kazmi
- Heliotropium glabriusculum A.Gray
- Heliotropium glabrum (L.) Feuillet
- Heliotropium glutinosum Phil.
- Heliotropium gossypii Ponert
- Heliotropium gracillimum Bunge
- Heliotropium grande Popov
- Heliotropium greuteri Riedl
- Heliotropium griffithii Boiss.
- Heliotropium gypsaceum Rech.f. & Riedl
- Heliotropium halacsyi Riedl
- Heliotropium halame Boiss. & Buhse
- Heliotropium harareense E.S.Martins
- Heliotropium haussknechtii Bunge
- Heliotropium hirsutissimum Weber
- Heliotropium incanum Ruiz & Pav.
- Heliotropium inconspicuum Reiche
- Heliotropium indicum L.
- Heliotropium jaffiuelii I.M.Johnst.
- Heliotropium jizanense Al-Turki, Omer & Ghafoor
- Heliotropium johnstonii Ragonese
- Heliotropium kaserunense Bornm.
- Heliotropium kavirense Riedl
- Heliotropium keralense Sivar. & Manilal
- Heliotropium khayyamii Akhani
- Heliotropium krauseanum Fedde
- Heliotropium kumense Bunge
- Heliotropium kuriense Vierh.
- Heliotropium kurtzii Gangui
- Heliotropium laevigatum (Lam.) Feuillet
- Heliotropium lamarckii Feuillet
- Heliotropium lamondiae Kazmi
- Heliotropium lanceolatum Ruiz & Pav.
- Heliotropium laricum Bornm.
- Heliotropium lasianthum Riedl
- Heliotropium lasiocarpum Fisch. & C.A.Mey.
- Heliotropium leiocarpum Morong
- Heliotropium lilloi (I.M.Johnst.) Luebert
- Heliotropium linariifolium Phil.
- Heliotropium lineare (DC.) Gürke
- Heliotropium lippioides K.Krause
- Heliotropium litvinovii Popov
- Heliotropium longicalyx Rech.f.
- Heliotropium longiflorum (A.DC.) Jaub. & Spach
- Heliotropium longistylum Phil.
- Heliotropium luteoviride Rech.f. & Riedl
- Heliotropium luzonicum (I.M.Johnst.) Craven
- Heliotropium macrodon (Fresen.) Gürke
- Heliotropium macrolimbe Riedl
- Heliotropium macrostachyum (DC.) Hemsl.
- Heliotropium magistri Raenko
- Heliotropium makranicum Rech.f. & Esfand.
- Heliotropium mamanense Bunge
- Heliotropium mandonii I.M.Johnst.
- Heliotropium maranjonense Luebert & Weigend
- Heliotropium maris-mortui Zohary
- Heliotropium megalanthum I.M.Johnst.
- Heliotropium melanochaeta (A.DC.) Feuillet
- Heliotropium mesinanum Bunge
- Heliotropium messerschmidioide s Kuntze
- Heliotropium micranthos (Pall.) Bunge
- Heliotropium microspermum E.J.Thomps.
- Heliotropium microstachyum Ruiz & Pav.
- Heliotropium minutiflorum Bunge
- Heliotropium molle (Torr.) I.M.Johnst.
- Heliotropium muelleri (I.M.Johnst.) Craven
- Heliotropium murinum Craven
- Heliotropium myosotifolium (DC.) Reiche
- Heliotropium myosotoides Banks & Sol.
- Heliotropium nicotianifolium Poir.
- Heliotropium nodulosum Rech.f., Aellen & Esfand.
- Heliotropium noeanum Boiss.
- Heliotropium olgae Bunge
- Heliotropium oliganthum Rech.f., Aellen & Esfand.
- Heliotropium oliverianum Schinz
- Heliotropium ophioglossum Stocks ex Boiss.
- Heliotropium oxapampanum Luebert & Weigend
- Heliotropium pamparomasense Luebert & Weigend
- Heliotropium pannifolium Burch. ex Hemsl.
- Heliotropium paronychioides DC.
- Heliotropium parvulum Popov
- Heliotropium patagonicum (Speg.) I.M.Johnst.
- Heliotropium paulayanum Vierh.
- Heliotropium petiolare (A.DC.) Govaerts
- Heliotropium philippianum I.M.Johnst.
- Heliotropium phylicoides Cham.
- Heliotropium pileiforme Czukav.
- Heliotropium pinnatisectum Pérez-Mor.
- Heliotropium piurense I.M.Johnst.
- Heliotropium pleiopterum F.Muell.
- Heliotropium popovii Riedl
- Heliotropium pseudoindicum H.Chuang
- Heliotropium pterocarpum (DC.) Hochst. & Steud. ex Bunge
- Heliotropium pueblense Standl.
- Heliotropium pycnophyllum Phil.
- Heliotropium ramosissimum (Lehm.) Sieber ex DC.
- Heliotropium rechingeri Riedl
- Heliotropium remotiflorum Rech.f. & Riedl
- Heliotropium riebeckii Schweinf. & Vierh.
- Heliotropium riedlii Craven
- Heliotropium roigii (Britton) Feuillet
- Heliotropium rotundifolium Sieber ex Lehm.
- Heliotropium rudbaricum (Bornm.) Riedl
- Heliotropium rufipilum (Benth.) I.M.Johnst.
- Heliotropium ruhanyi Riedl & Esfand.
- Heliotropium ruiz-lealii I.M.Johnst.
- Heliotropium rusbyi Govaerts
- Heliotropium samoliflorum Bunge
- Heliotropium saonae Alain
- Heliotropium sarmentosum (Lam.) Craven
- Heliotropium schahpurense Bornm.
- Heliotropium schreiteri I.M.Johnst.
- Heliotropium schweinfurthii Boiss.
- Heliotropium scotteae Rendle
- Heliotropium seravschanicum Popov
- Heliotropium serpentinicum Rech.f.
- Heliotropium shirazicum Mozaff. ex Negaresh
- Heliotropium shoabense Vierh.
- Heliotropium simile Vatke
- Heliotropium sinuatum (Miers) I.M.Johnst.
- Heliotropium smaragdinum (Proctor) Feuillet
- Heliotropium sogdianum Bunge
- Heliotropium sokotranum Vierh.
- Heliotropium stamineum (Griseb.) Feuillet
- Heliotropium stenophyllum Hook. & Arn.
- Heliotropium steudneri Vatke
- Heliotropium stevenianum Andrz.
- Heliotropium styligerum Trautv.
- Heliotropium suaveolens M.Bieb.
- Heliotropium submolle Klotzsch
- Heliotropium subspinosum Thulin & A.G.Mill.
- Heliotropium sudanicum F.W.Andrews
- Heliotropium sultanense Bunge
- Heliotropium supinum L.
- Heliotropium szovitsii (Steven) Stschegl.
- Heliotropium taftanicum Rech.f., Aellen & Esfand.
- Heliotropium taltalense (Phil.) I.M.Johnst.
- Heliotropium thermophilum Kit Tan, A.Çelik & Gemici
- Heliotropium tiaridioides Cham.
- Heliotropium transalpinum Vell.
- Heliotropium trichostomum Bunge
- Heliotropium tubulosum E.Mey. ex DC.
- Heliotropium tzvelevii T.N.Popova
- Heliotropium ulei (Vaupel) Feuillet
- Heliotropium ulophyllum Rech.f. & Riedl
- Heliotropium velutinum (Sm.) Govaerts
- Heliotropium verdcourtii Craven
- Heliotropium veronicifolium Griseb.
- Heliotropium viridiflorum Lehm.
- Heliotropium wagneri Vierh.
- Heliotropium wissmannii O.Schwartz
- Heliotropium zeylanicum (Burm.f.) Lam.
- Heliotropium ziegleri Akhani